# 林英燦
林英燦（1898－1939年），字子文，國民革命軍少將。中日戰爭期間陣亡的中國軍方高級將領之一。

## 生平
畢業於保定陸軍軍官學校第6期步兵科，1931年，林英燦被任命為陸軍第152師少將參謀長。1936年，林英燦將軍奉命率領部隊駐防瓊崖。1938年末爆發廣州戰役。於1939年1月13日陣亡於廣州清遠。2015年8月24日，被列入民政部公布的第二批600名著名抗日英烈和英雄群體名錄。